# Miloslav Čermák
Miloslav Čermák (* 15. listopadu 1986 Havlíčkův Brod) je český lední hokejista hrající na pozici útočníka. Svá mládežnická léta strávil v klubu HC Lvi Chotěboř. Ve své kariéře postupně nastupoval za kluby z Opavy, Havlíčkova Brodu, Hradce Králové, Berouna, Ústí nad Labem, Litoměřic a Slavie Praha. S ní v sezóně 2007/2008 získal český titul a nastupoval za ni také během sezóny 2015/2016.